# Mãe Ditinha de Oxum
Benedita Maria do Nascimento Pereira, mais conhecida como Mãe Ditinha de Oxum (,  — Salvador, 4 de junho de 2015) foi uma ialorixá do Candomblé no terreiro Ilê Axé Omi Alemim, no bairro de Vista Alegre, em Salvador, na Bahia.
Ficou mais conhecida por ter sido a primeira ialorixá a receber, em outubro de 2000, os benefícios do INSS, aprovado pelo Ministério da Previdência Social, que reconheceu o direito de aposentadoria aos sacerdotes das religiões de matriz africana em todo país.
Faleceu aos 83 anos, de uma anemia profunda e cardiopatia, segundo informação de sua filha Claudia Maria do Nascimento Pereira (equedi da casa), e o enterro foi no Cemitério do Campo Santo.